# 盃

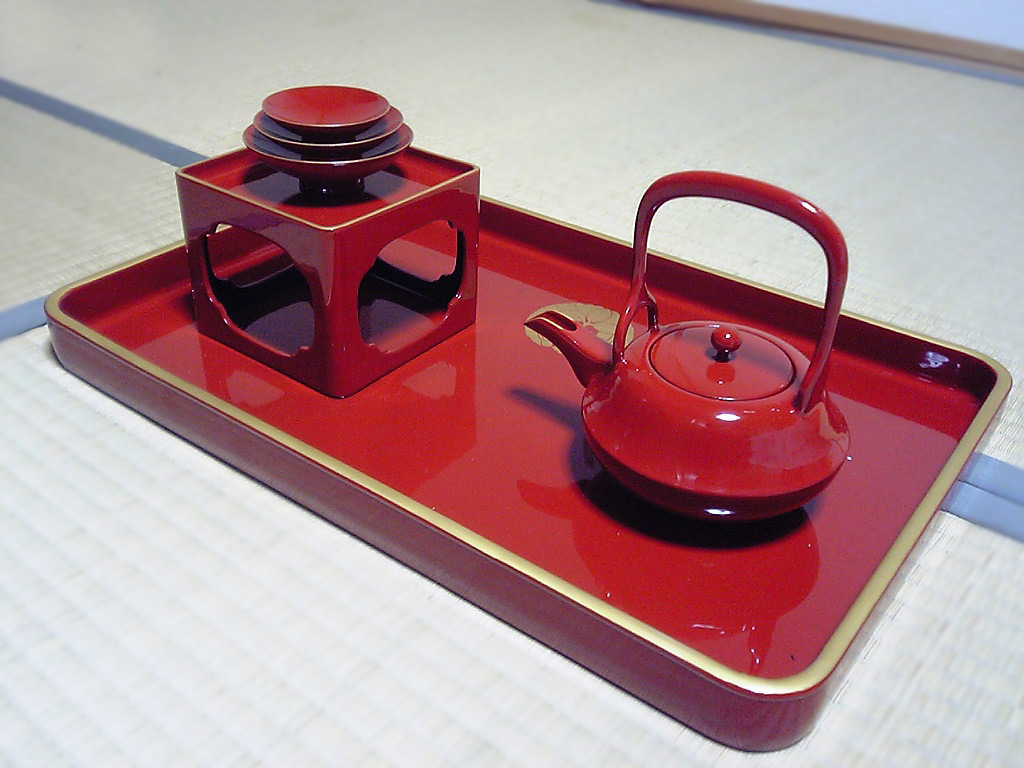
屠蘇器。左が盃台に乗せられた盃、右が銚子。

盃（さかずき〈さかづき〉）は、主に日本酒を飲むために用いる器。坏あるいは酒坏とも書く。小さなものは盞ともいう。

## 概要
盃（杯、さかずき）は酒の坏（つき）、酒を盛る器を意味する。材質には木製や金属製、陶磁器製などがある。
材質に合わせて木製には「杯」、金属製には「鍾」・「鎗」・「缶」などの字が用いられる。『言海中字典』によると、サカズキを意味する文字は51字あり、部首が皿で字の下位に付いているものが19字あるとする。
人が酒を飲むまで酒を入れておく容器は、機能別には飲酒器、注酒器、温酒器、醸造器などに分けられる。「サカズキ」と称するものは一般的には直接口に運ぶ酒器を指すが、「缶」などの字を当てることもあり広義には酒の貯蔵器も含む。
漆器の平盃のように儀礼用とされるものもある。大小複数の盃を一組にした盃を組盃あるいは重ね盃ともいう。一般的なものは三枚一組の三ツ組盃で盃台が付けられている場合が多い。
神社や皇室では神饌の酒を盛るために盃を使用することがある。なお、この場合は三方、折敷、高坏等に盃を載せて供える。神道の盃は、上古は素焼土器であったが、後世は陶器、漆器、金器、銀器等も使用するようになった。これらの盃についても「盞」「酒盞」「酒杯」とも書く。
このほかにも黒田節を舞うための道具、優勝した際などに授与される賞杯などとしても用いられる。

## 形態と変遷
古代の酒は粘度が高く、アジア地域では柏や朴の葉を酒器に用いた。また、瓢箪、夕顔、冬瓜などの実の中身をくり抜いて乾燥させて加工した瓢（ひさご）も盃として用いられた。さらにホタテやアワビなどの貝殻も酒器として用いられた。
土器
古代の盃は葉などの自然物から素焼きの土器へと変化した。
塗盃
近世には総朱漆塗の塗盃が出現し、内側には金の蒔絵が施された。
猪口
猪の口に似た形状を持つ陶磁器製の器。
可杯（べくはい）
酒宴で用いられた平らな部分がない、または指で塞がなければならない穴がある盃。
ガラス盃
日本ではガラス器はペルシャや中国からの輸入品しかなかったが、江戸末期になって薩摩切子などのガラス盃が製作されるようになった。
このほか以下のような特殊な盃がある。
馬上杯（ばじょうはい）
馬上で酒を飲みやすいように、ゴブレット状の足を付けた盃。

## 歴史と習俗

### 杯事

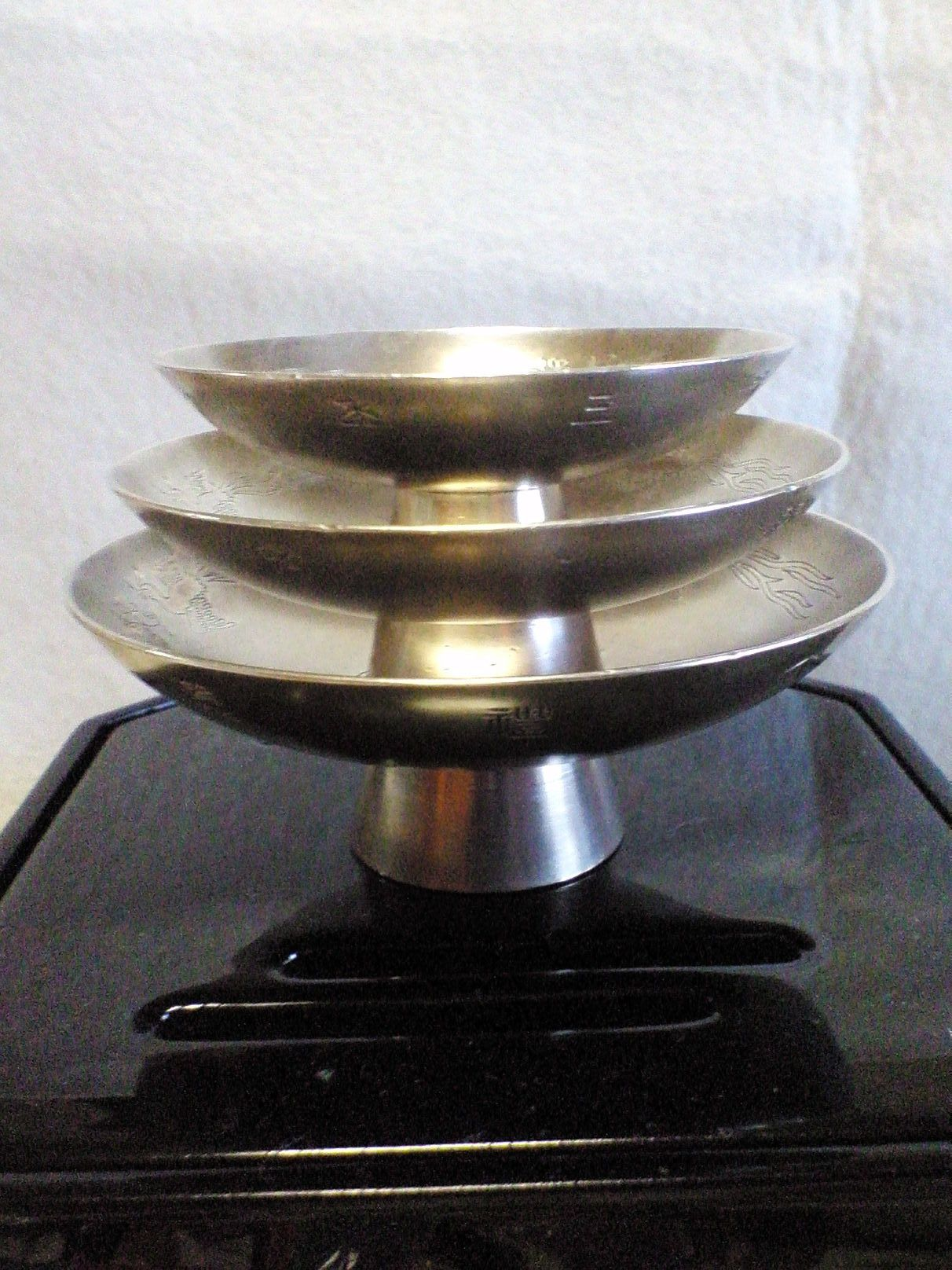
銀製の盃

盃を用いて酒を酌み交わす杯事（さかずきごと）は、血縁の無い人間関係を確認し、強固にするためにも行われる。
三三九度の盃事は、本来は武家において出陣時に主従間で武運を祈念して一種の契約を交わすものであった。この三三九度は契約儀礼として広まり、神道の結婚式で契約儀礼の平盃とともに伝わっているものである。
また、日本の暴力団では、兄弟や親子など家族を模した関係が形成され、これを確認するために行われる杯事が重視される。正式に傘下に入ることを「盃を貰う」、傘下から離脱することを「盃を返す」などと言い慣わす。
さらに、後に死に別れて会うことが出来ないことが予測される場面などでは、酒ではなく水を酌み交わす水盃（水杯、みずさかずき）が行われることもある。交通機関が未発達だった近世には、旅立ちの際の送別の宴の最後に水盃を飲み交わすことがあった。近代においても第二次世界大戦中、特別攻撃隊の出撃前には水杯が酌み交わされた部隊もある。

#### 北信流
長野県の北信地方には「北信流」と呼ばれる宴席における盃事の風習がある。

#### ゴマンサン
長野県の東信地方の一部には、「ゴマンサン」と呼ばれる宴席における盃事の風習がある。席の最後に巨大な大盃に清酒を一升位入れて回し飲みをする。「ゴマンサンを回す」という表現もある。

### 兵隊盃
日清戦争や日露戦争、さらに第一次世界大戦や第二次世界大戦においては、無事帰還した兵士が親や友人に盃を贈る「兵隊盃」の習慣があった。